# Maison des concerts de Kotka
La Maison des concerts de Kotka (en finnois : Kotkan konserttitalo) est un bâtiment situé dans le quartier de Kotkansaari à Kotka en Finlande.

## Architecture
Le bâtiment construit en 1907 dans un style jugend est conçu par Eliel Saarinen et Herman Gesellius.
Le bâtiment sert de lieu de concert pour l'orchestre symphonique de Kotka et de lieu principal pour le centre culturel. 
Le bâtiment héberge aussi le Syndicat social démocrate de Kotka ainsi qu'un restaurant et des espaces de réunions.

## Histoire
Initialement le bâtiment est construit comme Maison des travailleurs du Syndicat social démocrate de Kotka.
Le bâtiment situé au coin des rues Keskuskatu et Kotkankatu est construit en grande partie bénévolement.
et pour des raisons financières la façade prévue sur Keskuskatu ne sera pas totalement construite.
Le bâtiment accueille la réunion du Parti ouvrier social-démocrate de Russie de 1907 à laquelle participe entre autres Vladimir Lénine. 
En 1941, pendant la guerre de continuation, le bâtiment est fortement endommagé par les bombardements. 
Il est reconstruit à la fin des années 1940 et au début des années 1950.
Dans les années 1980, le Syndicat social démocrate de Kotka vend la moitié de sa propriété à la ville de Kotka.
Le bâtiment est restauré en gardant le plus fidèlement possible son aspect d'origine et la salle des fêtes est transformée en salle de concert à 463 places.